# Baño turco del príncipe Miloš
El baño turco del príncipe Miloš en Belgrado, construido en el año 1836. Fue declarado un Monumento nacional en el año 1948.

## Historia y arquitectura

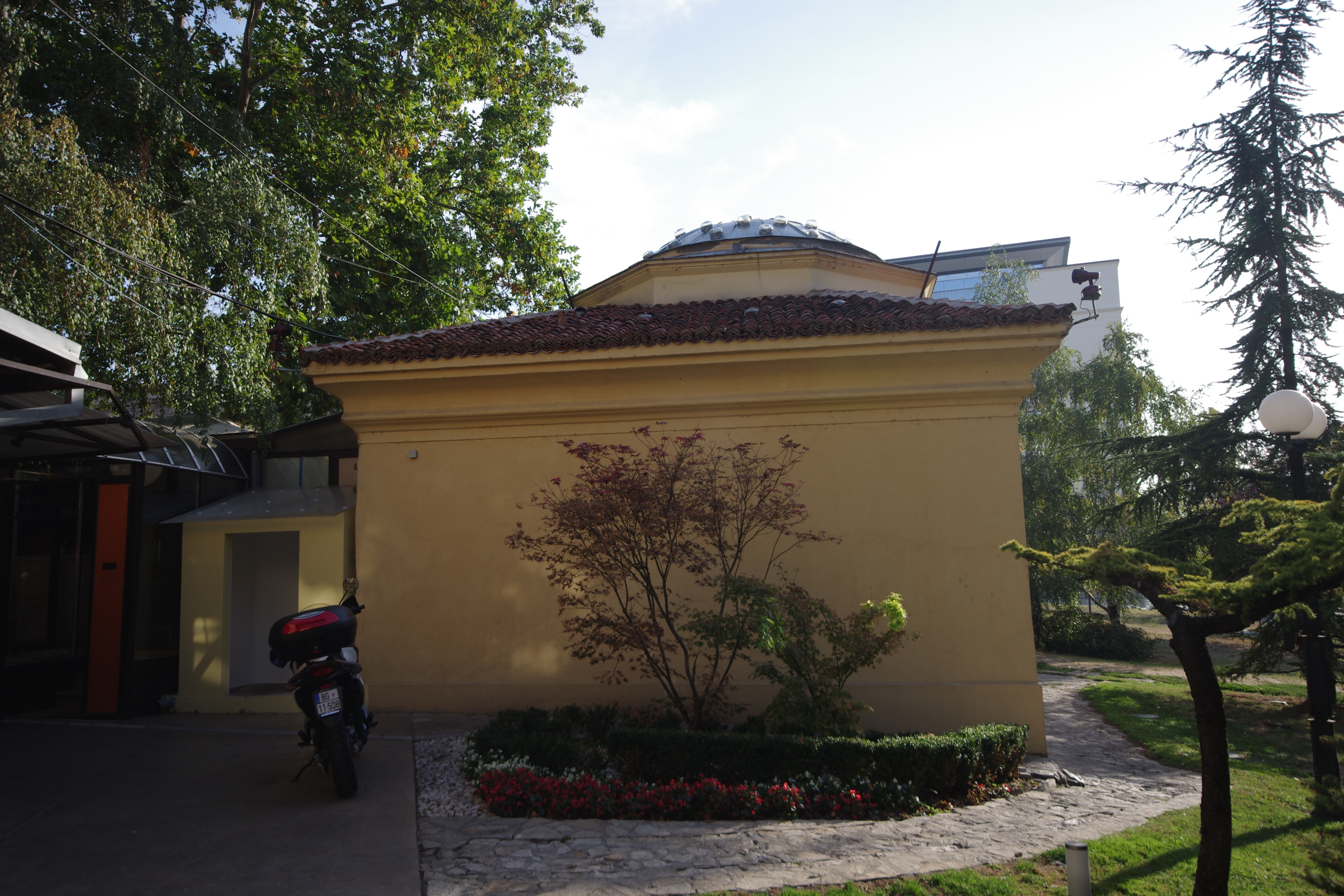
Baño del príncipe Miloš, en Belgrado.

Baño turco de príncipe Milos fue construido en la época del príncipe mismo como un pequeño baño turco en el vestíbulo del palacio. Pese a que fue construido en la época del recién establecido estado serbio, el baño fue construido en el estilo arquitectónico turco, o sea en el estilo de los baños públicos turcos. Originalmente, formaba parte del Complejo Real de los hijos del príncipe Milan II Obrenović y Miguel III Obrenović. Posteriormente el Complejo servía para las necesidades del Ministerio de las financias. De todo el complejo, hoy en día se ha reservado solamente el baño turco como un edificio de la planta baja con otro edificio al lado.
Supuestamente, el objeto fue construido según el plan de Nikola Živković el arquitecto real del príncipe Miloš Obrenović, a se atribuyen los edificios más importantes de Belgrado de esta época - El konak del príncipe Miloš en Topčider y Residencia de la Princesa Ljubica – en Topčider.
El objeto tuvo el concepto de un edificio independiente con una base rectangular. Y a pesar de que las dimensiones del edificio no son grandes, ella tiene todas las partes fundamentales de un baño turco – šadrvan (la sala de espera y el vestuario), kapaluk (la sala para el descanso), halvat (la sala de baño), hazna ( el depósito para el agua) y đulhan ( el cuarto de calderas). La sala principal, que servía para el baño y el descanso, está abovedada con una cúpula llana, hecha de ladrillo puesto circularmente. El detalle excepcional de la cúpula y las bóvedas representan las aperturas para la iluminación cubiertas de burbujas de cristal.
Hoy en día el baño turco del príncipe Miloš sirve como un edificio hospitalicio. Numerosas intervenciones tanto dentro del objeto como en su entorno cercano, hicieron que la autenticad del baño se perdiera en gran medida.